# Dossier prostitution
Pour plus de détails, voir Fiche technique et Distribution.
Dossier prostitution est un film français réalisé par Jean-Claude Roy, sorti en 1970.

## Synopsis
L'univers de la prostitution a travers le témoignage de deux cents prostituées en passant par les quartiers chauds, les clients, l’action de la police et des travailleuses sociales.

## Fiche technique
- Titre : Dossier prostitution
- Réalisation : Jean-Claude Roy, assisté d'Yves Ellena
- Scénario : Jean-Claude Roy, d'après le livre de Dominique Dallayrac[1]
- Photographie : Claude Saunier
- Son : Jean-Jacques Compère et Jacques Orth
- Décors : Robert Verrier
- Musique : Jacques Loussier
- Montage : Walt Rhopser
- Production : Les Productions René Thévenet, O.C.F., TV Cinéma et Tanagra Productions
- Pays d'origine :  France
- Format : 35 mm - Son mono
- Durée : 95 minutes
- Date de sortie : 
  - France - 3 avril 1970

## Distribution
- Marthe Richard : dans son propre rôle
- Valérie Boisgel : Mariette
- Béatrice Cardon : Gisèle
- Liane Marelli : Sylvia
- Edith Ploquin : Thérèse
- Nadia Samir : Irène
- Michel Dacquin : Aldo
- Katia Tchenko : Monique
- Michel Fortin : l'automobiliste
- Yves Afonso : un recruteur
- Michel Charrel : un souteneur
- Philippe Gasté : un inspecteur
- Marc Dudicourt : le tenancier
- Noëlle Hussenot : une fille
- Roger Trapp : un client
- Martin Trévières : un trafiquant
- César Torrès : le dragueur du métro
- Dominique Paturel : voix
- Ginette Rolland